# Энюндар-фьорд
Энюндар-фьорд (исл. Önundarfjörður) — фьорд в Исландии.
Энюндар-фьорд находится на крайнем северо-западе Исландии, на территории региона Вестфирдир. Он лежит между фьордами Дюра-фьорд на юге и Суганда-фьорд на севере.
Шририна рукава его достигает 4 километров, и сам фьорд уходит на расстояние более чем в 20 километров вглубь острова. Энюндар-фьорд пересекает Вестфьярдарвегур, национальное шоссе 60.
На северном берегу фьорда находится городок Флатейри, тяжело пострадавший в 1995 году от схода горной лавины. При этой катастрофе погибли 20 человек.